# Aegithina lafresnayei
La iora grande (Aegithina lafresnayei) es una especie de ave paseriforme de la familia Aegithinidae que vive en el sudeste asiático.

## Descripción
La iora grande mide alrededor de 17 cm de longitud. Su pico es largo, robusto y gris. El plumaje de sus partes inferiores varía del verde oscuro al negro. Los machos presentan las partes inferiores de color amarillo intenso, al igual que su lorum, en cambio, las hembras las tienen de tonos verde oliváceos. 

## Distribución y hábitat
Se encuentra en las selvas de la mayor parte del sudeste asiático continental, distribuido por el sur de Birmania, Camboya, el extremo sur de China, Laos, Malasia, Tailandia y Vietnam.